# فيلكس خافيير بيريز
فيلكس خافيير بيريز (بالإنجليزية: Félix Javier Pérez) مواليد 31 مايو 1971 في بورتوريكو - الوفاة 21 سبتمبر 2005، كان لاعب كرة سلة بورتوريكي بدأ مسيرته الاحترافية في سنة 1990.. بلغ طوله 6 قدم 10 بوصة (2.1 م). حقق المركز الأول في ألعاب النوايا الحسنة 1994. اعتزل اللعب في 2004.

## الميداليات
| الميدالية | المسابقة                  |
| --------- | ------------------------- |
| ذهبية     | ألعاب النوايا الحسنة 1994 |

## روابط خارجية
- فيلكس خافيير بيريز على موقع الاتحاد الدولي لكرة السلة (الإنجليزية)
- فيلكس خافيير بيريز على موقع كرة السلة الأوروبية.كوم (الإنجليزية)
- فيلكس خافيير بيريز على موقع ريلجم (الإنجليزية)
- فيلكس خافيير بيريز على موقع بروبوليرز (الإنجليزية)